# Diascordium
Le diascordium était un remède de la famille des électuaires, appelé aussi électuaire opiacé astringent. Il venait après la thériaque, étant d'ailleurs comme une thériaque simplifiée mais additionnée d'opium (laudanum), au second rang de la pharmacopée maritime occidentale au XVIIIe siècle .
Il était composé selon l'ouvrage de Maistral de :
- feuilles sèches de scordium (germandrée d'eau) : 1/2 once
- racines de bistorte : 1/2 once
- racines de gentiane : 1/2 once
- racines de tormentille : 1/2 once
- cassia lignea (casse) : 1/2 once
- cannelle : 1/2 once
- miel rosat : 2 livres
- vin de Canarie (Malvoisie de Lanzarote) : quantité suffisante
- dictame de Crète : 1/2 once
- semences d'épine vinette : 1/2 once
- galbanum : 1/2 once
- gomme arabique : 1/2 once
- bol d'Arménie : 2 onces
- laudanum : 2 gros
- gingembre : 2 gros
- poivre long : 2 gros
- roses rouges : 1/2 once
- styrax calamite (benjoin de l'aliboufier): 1/2 once.